# 翁綬
翁绶（?—?），字里均不詳。唐朝詩人。
工於詩，多作七言律詩。咸通六年（865年）進士及第。翁绶在當時無盛名，事蹟已不可考。《全唐詩》存其詩八首。